# ATP Challenger Drummondville
Das ATP Challenger Drummondville (offizieller Name: Challenger Banque Nationale de Drummondville) ist ein seit 2006 stattfindendes Tennisturnier in der kanadischen Provinz Québec. Von 2006 bis 2014 fand das Turnier in der Stadt Rimouski statt, ehe es im Jahr 2015 nach Drummondville verlegt wurde. Das Turnier ist Teil der ATP Challenger Tour und wird in der Halle auf Hartplatz ausgetragen. Im Jahr 2009 war das Turnier nicht Teil der Challenger Tour, wurde jedoch bereits ein Jahr später wieder aufgenommen.

## Siegerliste
Rekordsieger sind Vasek Pospisil und Sam Groth, die beide jeweils einmal im Einzel sowie zweimal im Doppel erfolgreich waren.

### Einzel
| Austragungsort | Jahr | Sieger             | Finalgegner        | Ergebnis          |
| -------------- | ---- | ------------------ | ------------------ | ----------------- |
| Drummondville  | 2024 | Aidan Mayo         | Chris Rodesch      | 6:4, 7:5          |
| Drummondville  | 2023 | Zizou Bergs        | James Duckworth    | 6:4, 7:5          |
| Drummondville  | 2022 | Vasek Pospisil (2) | Michael Mmoh       | 7:65, 4:6, 6:4    |
| Drummondville  | 2021 | nicht ausgetragen  | nicht ausgetragen  | nicht ausgetragen |
| Drummondville  | 2020 | Maxime Cressy      | Arthur Rinderknech | 6:74, 6:4, 6:4    |
| Drummondville  | 2019 | Ričardas Berankis  | Yannick Maden      | 6:3, 7:5          |
| Drummondville  | 2018 | Denis Kudla        | Benjamin Bonzi     | 6:0, 7:5          |
| Drummondville  | 2017 | Denis Shapovalov   | Ruben Bemelmans    | 6:3, 6:2          |
| Drummondville  | 2016 | Daniel Evans       | Edward Corrie      | 6:3, 6:4          |
| Drummondville  | 2015 | John-Patrick Smith | Frank Dancevic     | 6:711, 7:63, 7:5  |
| Rimouski       | 2014 | Sam Groth          | Ante Pavić         | 7:63, 6:2         |
| Rimouski       | 2013 | Rik De Voest       | Vasek Pospisil     | 7:66, 6:4         |
| Rimouski       | 2012 | Vasek Pospisil (1) | Maxime Authom      | 7:66, 6:4         |
| Rimouski       | 2011 | Fritz Wolmarans    | Bobby Reynolds     | 6:72, 6:3, 7:63   |
| Rimouski       | 2010 | Rik De Voest       | Tim Smyczek        | 6:0, 7:5          |
| Rimouski       | 2009 | nicht ausgetragen  | nicht ausgetragen  | nicht ausgetragen |
| Rimouski       | 2008 | Ryan Sweeting      | Kristian Pless     | 6:4, 7:63         |
| Rimouski       | 2007 | Brendan Evans      | Ilija Bozoljac     | 6:73, 6:4, 6:4    |
| Rimouski       | 2006 | Kristian Pless     | Lu Yen-hsun        | 6:4, 7:65         |

### Doppel
| Austragungsort | Jahr | Sieger                              | Finalgegner                          | Ergebnis          |
| -------------- | ---- | ----------------------------------- | ------------------------------------ | ----------------- |
| Drummondville  | 2024 | Robert Cash JJ Tracy                | Liam Draxl Cleeve Harper             | 6:2, 6:4          |
| Drummondville  | 2023 | André Göransson Toby Samuel         | Liam Draxl Giles Hussey              | 6:72, 6:3, [10:8] |
| Drummondville  | 2022 | Julian Cash Henry Patten            | Arthur Fery Giles Hussey             | 6:3, 6:3          |
| Drummondville  | 2021 | nicht ausgetragen                   | nicht ausgetragen                    | nicht ausgetragen |
| Drummondville  | 2020 | Manuel Guinard Arthur Rinderknech   | Roberto Cid Subervi Gonçalo Oliveira | 7:64, 7:63        |
| Drummondville  | 2019 | Scott Clayton Adil Shamasdin (2)    | Matt Reid John-Patrick Smith         | 7:5, 3:6, [10:5]  |
| Drummondville  | 2018 | Joris De Loore Frederik Nielsen (2) | Luis David Martínez Filip Peliwo     | 6:4, 6:3          |
| Drummondville  | 2017 | Sam Groth (2) Adil Shamasdin (1)    | Matt Reid John-Patrick Smith         | 6:3, 2:6, [10:8]  |
| Drummondville  | 2016 | Jamie Cerretani Max Schnur          | Daniel Evans Lloyd Glasspool         | 3:6, 6:3, [11:9]  |
| Drummondville  | 2015 | Philip Bester Chris Guccione        | Frank Dancevic Frank Moser           | 6:4, 7:66         |
| Rimouski       | 2014 | Edward Corrie Daniel Smethurst      | Germain Gigounon Olivier Rochus      | 6:2, 6:1          |
| Rimouski       | 2013 | Sam Groth (1) John-Patrick Smith    | Philipp Marx Florin Mergea           | 7:65, 7:67        |
| Rimouski       | 2012 | Tomasz Bednarek Olivier Charroin    | Jaan-Frederik Brunken Stefan Seifert | 6:3, 6:2          |
| Rimouski       | 2011 | Treat Huey Vasek Pospisil (2)       | David Rice Sean Thornley             | 6:0, 6:1          |
| Rimouski       | 2010 | Kaden Hensel Adam Hubble            | Scott Lipsky David Martin            | 7:65, 3:6, [11:9] |
| Rimouski       | 2009 | nicht ausgetragen                   | nicht ausgetragen                    | nicht ausgetragen |
| Rimouski       | 2008 | Vasek Pospisil (1) Milos Raonic     | Kristian Pless Michael Ryderstedt    | 5:7, 6:4, [10:6]  |
| Rimouski       | 2007 | Daniel King-Turner Robert Smeets    | Brendan Evans Alberto Francis        | 7:5, 6:77, [10:7] |
| Rimouski       | 2006 | Frederik Nielsen (1) Kristian Pless | Jasper Smit Martijn van Haasteren    | 6:2, 6:4          |